# Mount Cory, Ohio
Mount Cory är en ort i Hancock County, Ohio, USA.